# Erzherzog Ferdinand Max (schip, 1865)
De SMS Erzherzog Ferdinand Max was een pantserfregat van de Oostenrijkse marine. Het was een gepantserd houten stoomschip met drie masten. Het diende als vlaggenschip van admiraal von Tegetthoff tijdens de Slag bij Lissa (1866).
Het schip werd gebouwd in Triëst in 1865 samen met haar zusterschip SMS Habsburg (1865) en werd genoemd naar de broer van de keizer, aartshertog Ferdinand Maximiliaan. Het had een bemanning van 489 en had volgende bewapening:
- 16 48-pondskanonnen met gladde loop
- 6 lichte kanonnen
- 4 mitrailleurs

Er waren ook twee 80 mm kanonnen voorzien, maar deze waren nog niet geïnstalleerd op het moment van de Slag bij Lissa. Ook de bepantsering was nog niet volledig naar het oorspronkelijk ontwerp aangebracht. Het schip werd voorzien van een scherpe ram vooraan op de boeg.

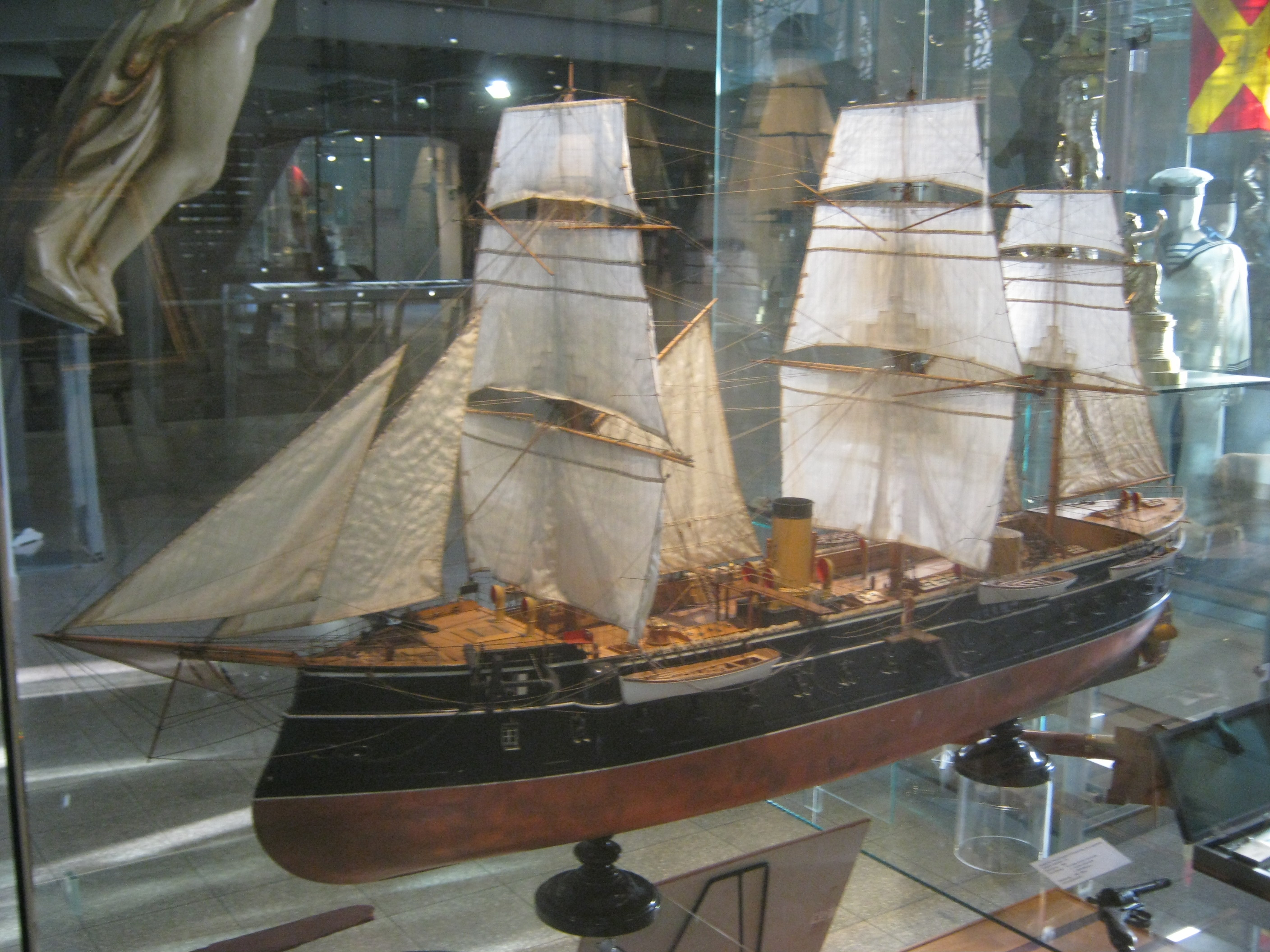
Schaalmodel in het Heeresgeschichtliches Museum, Wenen

Het schip werd gesloopt in 1916.